# 이천나

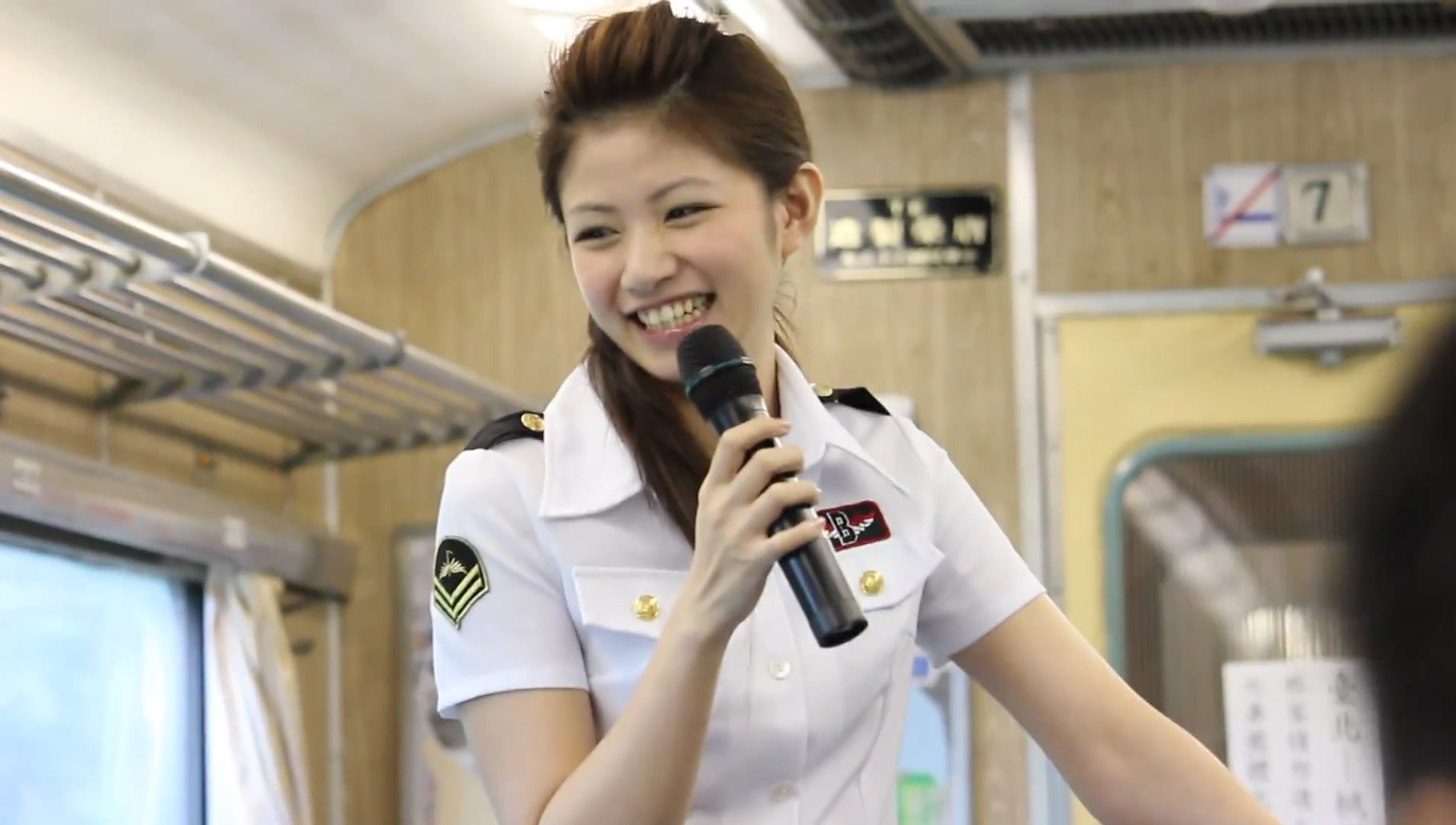

이천나(Lee Chien-na, 1984년 11월 22일 ~ )는 중화민국의 가수, 배우, 텔레비전 배우, 영화배우이다.
난터우시에서 태어났다.

## 방송
- 종채여신
- 실거니적나일천
- 와! 진이군
- 미미적상념
- 전남우

## 영화
- 백일홍 (2015년)
- 실거니적나일천 (2015년)
- 와! 진이군 (2015년)
- 미미적상념 (2013년)
- 친애적내내 (2013년)
- 17세의 꿈 (2012년)
- 줄리엣 (2010년)